# NGC 2989
NGC 2989 (другие обозначения — ESO 566-9, MCG −3-25-20, IRAS09430-1808, PGC 27962) — галактика в созвездии Гидра.
Этот объект входит в число перечисленных в оригинальной редакции «Нового общего каталога».
В NGC 2989 обнаружена мазерная эмиссия H2O с изотропной светимостью 40 L⊙ и, вероятно, обладает активным ядром
Галактика NGC 2989 входит в состав группы галактик NGC 2989. Помимо NGC 2989 в группу также входят MCG -3-25-15 и MCG -3-25-21.